# 戦うJガールズ
『戦うJガールズ』（たたかうジェイガールズ）は、富樫じゅんによる日本の漫画作品。『COMIC MIU』（秋田書店）にて1999年VOL.1より2000年4月号、6月号、10月号、2001年12月号、2002年4月号、7月号、12月号に連載された。単行本は全2巻。

## あらすじ
元暴走族総長のヤンキー三宮蝶子が派遣社員になって行く先々で大暴れする!?

## 登場人物
三宮 蝶子（さんのみや ちょうこ）

芦屋 夏彦（あしや なつひこ）

芦屋 義春（あしや よしはる）

緑川（みどりかわ）

奥平 瞳（おくだいら ひとみ）

奥平 瞳のコーチ（おくだいら ひとみのこーち）

久宝寺 さやか（きゅうほうじ さやか）

神林（かんばやし）

鬼平 吾一（おにだいら ごいち）

交通課の婦警（こうつうかのふけい）

汀 舟子（みぎわ しゅうこ）

源ちゃん（げんちゃん）

源 恭介（みなもと きょうすけ）

安藤 なつみ（あんどう なつみ）

藤堂（とうどう）

柏木 誠一（かしわぎ せいいち）

古葉 ユカ（こば ゆか）

大田原（おおたわら）

赤坂 貢（あかさか みつぐ）

桜井（さくらい）

## 単行本
- MIU COMICS秋田書店全2巻
- 1巻: ISBN 4-253-13375-4
- 2巻: ISBN 4-253-13376-2